# Rhododendron longifalcatum
Rhododendron longifalcatum är en ljungväxtart som beskrevs av Pui Cheung Tam. Rhododendron longifalcatum ingår i släktet rododendron, och familjen ljungväxter. Inga underarter finns listade i Catalogue of Life.